# 弗魯特維爾 (佛羅里達州)
弗魯特維爾（英語：Fruitville）是位於美國佛羅里達州薩拉索塔縣的一個人口普查指定地區。

## 地理
弗魯特維爾的座標為27°19′50″N 82°27′42″W / 27.33056°N 82.46167°W，而該地最高點為海拔高度9米（即30英尺）。

## 人口
根據2010年美國人口普查的數據，弗魯特維爾的面積為18.40平方千米，當中陸地面積為17.60平方千米，而水域面積為0.80平方千米。當地共有人口13224人，而人口密度為每平方千米718人。